# 日朝協会
日朝協会（にっちょうきょうかい）は、民団に近い在日韓国人らが大韓民国を支持し、朝鮮民主主義人民共和国の政治体制を批判していることに反対する親北朝鮮の運動の中から、日本の中の共産主義に親和的な人々によって朝鮮総連（在日本朝鮮人総聯合会）が設立された1955年に結成された政治団体である。ほぼ全国的に組織があったが運動の主導権は日本共産党が握っていた。
「日本と朝鮮の両民族の理解と友好を深めるため、日本国民としての自主的立場に立つ活動を原則として、相互の繁栄と平和に貢献すること」を目的とする（規約第2条）。米韓同盟を支持する韓国政府・日米同盟支持や北朝鮮による日本人拉致問題の解決を国交問題の前提とする日本政府を批判して、早期に朝鮮とも国交を結ぶべきだと主張している。
機関紙は「日本と朝鮮」（1950年創刊、半月刊）。